# Schizopera noodti
Schizopera noodti är en kräftdjursart som beskrevs av Janine Rouch 1962. Schizopera noodti ingår i släktet Schizopera och familjen Diosaccidae. Inga underarter finns listade i Catalogue of Life.